# BORDERLESS (Rihwaのアルバム)
『BORDERLESS』（ボーダーレス）は、日本の女性シンガーソングライター・Rihwaのオリジナルアルバム。2014年4月2日にトイズファクトリーから発売された。

## 解説
メジャー初のアルバム。メジャーデビュー後にリリースされたシングル曲など全13曲を収録。
初回限定盤と通常盤の2種類がリリース。初回限定盤にはPVやライブ映像が収録されたDVDおよびフォトブックが付属する。

## 収録曲
全作詞・作曲: Rihwa、全編曲: ソンルイ / 飯塚啓介。
1. CHANGE
2. Little Tokyo
3. モンスターのかくれんぼ
4. 春風
5. Don't be afraid!
6. LOVE ME DO
7. GOOD LOVE with Michelle Branch
8. 約束
9. 変わらないコト
10. カラフル
11. CREATURE
12. Last Love
13. bird